# Nuoto ai Giochi della XIV Olimpiade
Le gare di nuoto ai Giochi della XIV Olimpiade vennero disputate dal 30 luglio al 7 agosto 1948 alla Empire Pool a Londra. Come a Berlino 1936 si disputarono 6 gare maschili e 5 gare femminili.

## Calendario
| Nuoto ai Giochi della XIV Olimpiade | Nuoto ai Giochi della XIV Olimpiade | Nuoto ai Giochi della XIV Olimpiade | Nuoto ai Giochi della XIV Olimpiade | Nuoto ai Giochi della XIV Olimpiade | Nuoto ai Giochi della XIV Olimpiade | Nuoto ai Giochi della XIV Olimpiade | Nuoto ai Giochi della XIV Olimpiade | Nuoto ai Giochi della XIV Olimpiade | Nuoto ai Giochi della XIV Olimpiade | Nuoto ai Giochi della XIV Olimpiade | Nuoto ai Giochi della XIV Olimpiade | Nuoto ai Giochi della XIV Olimpiade | Nuoto ai Giochi della XIV Olimpiade | Nuoto ai Giochi della XIV Olimpiade | Nuoto ai Giochi della XIV Olimpiade | Nuoto ai Giochi della XIV Olimpiade | Nuoto ai Giochi della XIV Olimpiade |
| Eventi / Giorni                     | Luglio/Agosto 1948                  | Luglio/Agosto 1948                  | Luglio/Agosto 1948                  | Luglio/Agosto 1948                  | Luglio/Agosto 1948                  | Luglio/Agosto 1948                  | Luglio/Agosto 1948                  | Luglio/Agosto 1948                  | Luglio/Agosto 1948                  | Luglio/Agosto 1948                  | Luglio/Agosto 1948                  | Luglio/Agosto 1948                  | Luglio/Agosto 1948                  | Luglio/Agosto 1948                  | Luglio/Agosto 1948                  | Luglio/Agosto 1948                  | Luglio/Agosto 1948                  |
| Eventi / Giorni                     | 29                                  | 30                                  | 31                                  | 1                                   | 2                                   | 3                                   | 4                                   | 5                                   | 6                                   | 7                                   | 8                                   | 9                                   | 10                                  | 11                                  | 12                                  | 13                                  | 14                                  |
| ----------------------------------- | ----------------------------------- | ----------------------------------- | ----------------------------------- | ----------------------------------- | ----------------------------------- | ----------------------------------- | ----------------------------------- | ----------------------------------- | ----------------------------------- | ----------------------------------- | ----------------------------------- | ----------------------------------- | ----------------------------------- | ----------------------------------- | ----------------------------------- | ----------------------------------- | ----------------------------------- |
| Gare maschili                       |                                     |                                     |                                     |                                     |                                     |                                     |                                     |                                     |                                     |                                     |                                     |                                     |                                     |                                     |                                     |                                     |                                     |
| 100 m sl                            |                                     | Batt. & Semif.                      | Finale                              |                                     |                                     |                                     |                                     |                                     |                                     |                                     |                                     |                                     |                                     |                                     |                                     |                                     |                                     |
| 400 m sl                            |                                     |                                     | Batterie                            |                                     | Semifi.                             |                                     | Finale                              |                                     |                                     |                                     |                                     |                                     |                                     |                                     |                                     |                                     |                                     |
| 1500 m sl                           |                                     |                                     |                                     |                                     |                                     |                                     |                                     | Batterie                            | Semifi.                             | Finale                              |                                     |                                     |                                     |                                     |                                     |                                     |                                     |
| 100 m dorso                         |                                     |                                     |                                     |                                     |                                     |                                     | Batterie                            | Semifi.                             | Finale                              |                                     |                                     |                                     |                                     |                                     |                                     |                                     |                                     |
| 200 m rana                          |                                     |                                     |                                     |                                     |                                     |                                     |                                     | Batterie                            | Semifi.                             | Finale                              |                                     |                                     |                                     |                                     |                                     |                                     |                                     |
| 4x200 m sl                          |                                     |                                     |                                     |                                     | Batterie                            | Finale                              |                                     |                                     |                                     |                                     |                                     |                                     |                                     |                                     |                                     |                                     |                                     |
| Gare femminili                      |                                     |                                     |                                     |                                     |                                     |                                     |                                     |                                     |                                     |                                     |                                     |                                     |                                     |                                     |                                     |                                     |                                     |
| 100 m sl                            |                                     | Batterie                            | Semifi.                             |                                     | Finale                              |                                     |                                     |                                     |                                     |                                     |                                     |                                     |                                     |                                     |                                     |                                     |                                     |
| 400 m sl                            |                                     |                                     |                                     |                                     |                                     |                                     |                                     | Batterie                            | Semifi.                             | Finale                              |                                     |                                     |                                     |                                     |                                     |                                     |                                     |
| 100 m dorso                         |                                     |                                     |                                     |                                     |                                     | Batterie                            | Semifi.                             | Finale                              |                                     |                                     |                                     |                                     |                                     |                                     |                                     |                                     |                                     |
| 200 m rana                          |                                     | Batterie                            | Semifi.                             |                                     |                                     | Finale                              |                                     |                                     |                                     |                                     |                                     |                                     |                                     |                                     |                                     |                                     |                                     |
| 4x100 m sl                          |                                     |                                     |                                     |                                     |                                     |                                     | Batterie                            |                                     | Finale                              |                                     |                                     |                                     |                                     |                                     |                                     |                                     |                                     |

## Podi

### Maschili
| Evento                           | Oro                                                          | Perform. | Argento                                                      | Perform. | Bronzo                                                       | Perform. |
| Stile libero                     |                                                              |          |                                                              |          |                                                              |          |
| 100 metri (dettagli)             | Walter Ris                                                   | 57"3     | Alan Ford                                                    | 57"8     | Géza Kádas                                                   | 58"1     |
| 400 metri (dettagli)             | William Smith                                                | 4'41"0   | James McLane                                                 | 4'43"4   | John Marshall                                                | 4'47"4   |
| 1500 metri (dettagli)            | James McLane                                                 | 19'18"5  | John Marshall                                                | 19'31"3  | György Mitró                                                 | 19'43"2  |
| Staffetta 4x200 metri (dettagli) | Stati Uniti Walter Ris James McLane Wally Wolf William Smith | 8'46"0   | Ungheria Elemér Szathmáry György Mitró Imre Nyéki Géza Kádas | 8'48"4   | Francia Joseph Bernardo René Cornu Henri Padou Jr. Alex Jany | 9'08"0   |
| Dorso                            |                                                              |          |                                                              |          |                                                              |          |
| 100 metri (dettagli)             | Allen Stack                                                  | 1'06"4   | Robert Cowell                                                | 1'06"5   | Georges Vallerey Jr.                                         | 1'07"8   |
| Rana                             |                                                              |          |                                                              |          |                                                              |          |
| 200 metri (dettagli)             | Joseph Verdeur                                               | 2'39"3   | Keith Carter                                                 | 2'40"2   | Bob Sohl                                                     | 2'43"9   |

### Femminili
| Evento                           | Oro                                                               | Perform. | Argento                                                                | Perform. | Bronzo                                                                                      | Perform. |
| Stile libero                     |                                                                   |          |                                                                        |          |                                                                                             |          |
| 100 metri (dettagli)             | Greta Andersen                                                    | 1'06"3   | Ann Curtis                                                             | 1'06"5   | M.L. Linssen-Vaessen                                                                        | 1'07"6   |
| 400 metri (dettagli)             | Ann Curtis                                                        | 5'17"8   | Karen Harup                                                            | 5'21"2   | Catherine Gibson                                                                            | 5'22"5   |
| Staffetta 4x100 metri (dettagli) | Stati Uniti Marie Corridon Thelma Kalama Brenda Helser Ann Curtis | 4'29"2   | Danimarca Eva Arndt-Riise Karen Harup Greta Andersen Fritze Carstensen | 4'29"6   | Paesi Bassi Irma Heijting-Schuhmacher Margot Marsman M.L. Linssen-Vaessen Johanna Termeulen | 4'31"6   |
| Dorso                            |                                                                   |          |                                                                        |          |                                                                                             |          |
| 100 metri (dettagli)             | Karen Harup                                                       | 1'14"4   | Suzanne Zimmerman                                                      | 1'16"0   | Judy-Joy Davies                                                                             | 1'16"7   |
| Rana                             |                                                                   |          |                                                                        |          |                                                                                             |          |
| 200 metri (dettagli)             | Petronella van Vliet                                              | 2'57"2   | Nancy Lyons                                                            | 2'57"7   | Éva Novák                                                                                   | 3'00"2   |

## Medagliere
| Posizione | Paese         |    |    |    | Totale |
| --------- | ------------- | -- | -- | -- | ------ |
| 1         | Stati Uniti   | 8  | 6  | 1  | 15     |
| 2         | Danimarca     | 2  | 2  | 0  | 4      |
| 3         | Paesi Bassi   | 1  | 0  | 2  | 3      |
| 4         | Australia     | 0  | 2  | 2  | 4      |
| 5         | Ungheria      | 0  | 1  | 3  | 4      |
| 6         | Francia       | 0  | 0  | 2  | 2      |
| 7         | Gran Bretagna | 0  | 0  | 1  | 1      |
| Totale    | Totale        | 11 | 11 | 11 | 33     |